# HDDkey
HDDkey – urządzenie służące do szyfrowania zawartości dysku twardego z interfejsem IDE w komputerze użytkownika. Szyfrator ten używa symetrycznego algorytmu TDES (3DES) inaczej potrójny DES z kluczem o długości 128 bitów lub 192 bity w zależności od wersji.
Szyfrowanie sprzętowe nie jest wrażliwe na atak typu "Cold Boot Attack" ponieważ kluczy szyfrujących nie ma w pamięci RAM komputera. Klucze są w rejestrach FPGA.